# تلمبه ابوالحسن شهیدی شماره ۲
تلمبه ابوالحسن شهیدی شماره ۲ یک منطقهٔ مسکونی در ایران است که در دهستان گلستان (سیرجان) واقع شده‌است. تلمبه ابوالحسن شهیدی شماره ۲ ۴۷ نفر جمعیت دارد.